# سونیک خارپشت (مجموعه تلویزیونی)
سونیک خارپشت نام یک انیمیشن سریالی می‌باشد که از سال ۱۹۹۳ تا ۱۹۹۴ پخش می‌شد و بر پایهٔ فرنچایز بازی ویدئویی سگا سونیک خارپشت ساخته شده‌است. هواداران سونیک برای تشخیص دادن این سریال از دیگر رسانه‌های سونیک، عوامانه به آن «سونیک ستم» (به انگلیسی: Sonic SatAM) می‌گفتند که اشاره به پخش این سریال در صبح شنبه دارد.
این سریال از ۱۸ سپتامبر سال ۱۹۹۳ تا ۳ دسامبر سال ۱۹۹۴ در ای‌بی‌سی با ۲ فصل و ۲۶ قسمت پخش شد و تا سال ۱۹۹۵ مجدداْ نمایش داده می‌شد. فصل سوم نیز قرار بود ساخته شود اما زمانی که دیزنی ای‌بی‌سی را خرید کنار این پروژه لغو گردید و این موضوع باعث شد این سریال پایان نفس‌گیری داشته باشد.